# Asteralobia humuli
Asteralobia humuli är en tvåvingeart som först beskrevs av Shinji 1939.  Asteralobia humuli ingår i släktet Asteralobia och familjen gallmyggor. Inga underarter finns listade i Catalogue of Life.